# Estanislao Kocourek
Estanislao Kocourek, född 5 mars 1930, är en argentinsk friidrottare. Han deltog vid olympiska sommarspelen 1952.